# Szada
Szada é uma vila da Hungria, situada no condado de Peste. Tem 16,72 km² de área e sua população em 2019 foi estimada em 5.428 habitantes.